# Marcin Bałczewski
Marcin Bałczewski (ur. 1981 w Łodzi) – polski pisarz, animator kultury, dziennikarz, fotoreporter, wykładowca akademicki, recenzent komiksów, autor literatury postmodernistycznej i nadrealistycznej. Jego twórczość porównywana jest do twórczości m.in. Italo Calvino, Borgesa, Cortazara i Bartha.

## Życiorys
Prozę publikował w „Lampie i Iskrze Bożej”, „Twórczości”, „Portrecie”, „Toposie”, „fo:pa”, „Ricie Baum”, „Pograniczach”, „Kresach”, „Arteriach”, „Frazie”, „Korespondencjach z Ojcem”, a także „Cegle”, „eleWatorze”, „Obrzeżach”, „Wyspie”, „Fabulariach”, „Wakacie”, „Techstach”, „Migotaniach, przejaśnieniach”, „Red.dzie”, „Lampie” i na stronie pisma „Opcje”.
Współpracownik pism „Zabudowa Trawnika” i „Puzdro”. Członek redakcji „eleWatora” (zajmuje się działem komiksu) oraz sekretarz „Tygla Kultury”. Nominowany do nagrody Fundacji Kultury „Promocja najnowszej literatury polskiej” (2007 i 2008). Autor pięciu książek prozatorskich: W poszukiwaniu straconego miejsca (Łódź, 2002), Malone (Szczecin, 2010), Eva Morales de Nacho Lima (Szczecin, 2013), Fugazi (Poznań, 2019), Wzór (Łódź, 2022) oraz trzynastu albumów komiksowych. Stypendysta Dagny Willi Decjusza (2011), MKiDN „Młoda Polska” (2013), Miasta Łodzi w kategorii literatura (2015) i Stypendium Funduszu Popierania Twórczości ZAiKS (2018, 2020, 2021). Laureat 7. edycji Komediopisania – ogólnopolskiego konkursu na sztukę komediową (2023), uczestnik Rezydencji Pałacu Myśliwskiego Radziwiłłów (2023 i 2024 ). Stypendysta Ministra Kultury i Dziedzictwa Narodowego w dziedzinie literatury za 2024 r. Nominowany - pólfinalista Nagrody Dramaturgicznej im. Tadeusza Różewicza 2024. Mieszka w Łodzi.
Prekursor działań łączących literaturę i internet, m.in. założyciel pierwszego w Polsce portalu prozatorskiego (Forum Prozatorskie), współorganizator zlotów autorów internetowych, pomysłodawca i wydawca antologii literatury umieszczanej w internecie.
Jako dziennikarz współpracował z wieloma pismami, był również pierwszym redaktorem naczelnym (liderem lokalizacji) MM Mojego Miasta Łódź. Fotografie jego autorstwa pojawiały się m.in. w „Dzienniku Łódzkim Polska The Times”, „Gazecie Wyborczej”, „Kronice miasta Łodzi”, „Kwartalniku Artystyczno-Literackim Arterie”, „Tyglu Kultury”, „Dwutygodniku”, w programach TVN, TVN Style oraz serwisach „MMLodz”, „DDLodz” i „Plaster Łódzki”.
Zajmuje się krytyką komiksową w pismach artystyczno-literackich, takich jak „eleWator”, „Tygiel Kultury”, „Arterie” czy „Afront”.
W 2016 roku p.o. dyrektor Domu Literatury w Łodzi, od wielu lat Kierownik Działu Programowego tej instytucji. 

## Twórczość
Powieści i zbiory opowiadań:
- W poszukiwaniu straconego miejsca, Zespół Warsztaty Literackie WSHE, Łódź 2002. ISBN 83-87814-66-0.
- Malone, Wydawnictwo Forma, Szczecin 2010. ISBN 978-83-60881-68-2.
- Eva Morales de Nacho Lima, Wydawnictwo Forma, Szczecin 2013, ISBN 978-83-63316-41-9.
- Fugazi, Wydawnictwo WBPiACK, Poznań 2019, ISBN 978-83-65772-87-9.
- Wzór, Stowarzyszenie Pisarzy Polskich Oddział w Łodzi, Łódź 2022, ISBN 978-83-66318-41-0.

Komiksy (scenarzysta):
- Komiksologos Pandemia, Stowarzyszenie Pisarzy Polskich Oddział w Łodzi, Łódź 2021, ISBN 978-83-66318-43-4.
- Aquaworld, Stowarzyszenie Pisarzy Polskich Oddział w Łodzi, Łódź 2021, ISBN 978-83-66318-44-1.
- Sowiet Zombi. Wesołego Stanu Zombi i Szczęśliwego 1982, Wydawnictwo Granda, Szczecin 2021, ISBN 978-83-963294-8-6.
- Przygody Stacha i Janka. Skarb Amazonki, Timof Comics, Warszawa 2022 ISBN 978-83-67440-15-8.
- Szczyl. Wschodnia wieża, Wydawnictwo Granda, ISBN 978-83-964649-8-9.
- Marsz. Timof Comics, Warszawa 2023, ISBN 978-83-67440-39-4.
- Sowiet Zombi. Integral, Wydawnictwo Granda, Szczecin 2023, ISBN 978-83-966188-9-4.
- Przygody Stacha i Janka. Krwawy Lotos, Timof Comics, Warszawa, 2023, ISBN 978-83-67440-66-0.
- Poster 1, Stowarzyszenie Pisarzy Polskich Oddział w Łodzi, Łódź, 2024, ISBN 978-83-66318-91-5.
- Imperium Bahra w Landsbergu i Silwana w Gorzowie, wydane na zlecenie Equilis i Acteeum, Gorzów 2024, brak ISBN
- Szczyl. Morze Północy, Wydawnictwo Granda, Szczecin 2024 ISBN 978-83-968974-6-6.
- Cięty #0, yelly.studio, Gdańsk 2024 ISBN 978-83-68291-05-6.
- Boska cząstka korposzczura Winona Tesli, Wydawnictwo Diablaq, Bielsko-Biała 2024, ISBN 978-83-972372-4-7.
- Midguard. Cudowni, Wydawnictwo Diablaq, Bielsko-Biała 2024,  ISBN 978-83-972372-6-1.

Dramaty:
- VHS - wystawiany na deskach Teatru Powszechnego w Łodzi (premiera listopad 2024)

## Działalność animacyjna
Pomysłodawca wielu akcji animacyjnych na terenie Łodzi, między innymi przeglądu muzycznego „Łódzka Noc Muzyki”, a także serwisu „Plaster Łódzki”. Nominowany do nagrody „Punkt dla Łodzi” (2010, 2011 i 2014). Za działalność artystyczną i animacyjną laureat nagrody Prezydenta Miasta Łodzi (2010). Jeden z inicjatorów i koordynator obchodów Roku Tuwima w 2013. Dyrektor organizacyjny Festiwalu Puls Literatury, współautor projektów i koordynator Pulsu Języka oraz Forum Młodej Literatury. Pomysłodawca i dyrektor Dalej! Festiwalu Literatury Podróżniczej.